# セルヒー・デイネコ
セルヒー・ヴァシロヴィチ・デイネコ (ウクライナ語：Сергій Васильович Дейнеко、1975年4月5日～）は、ロシア極東連邦管区ビロビジャン生まれのウクライナの将軍。2019年6月よりウクライナ国家国境庁長官を務める。

## 経歴

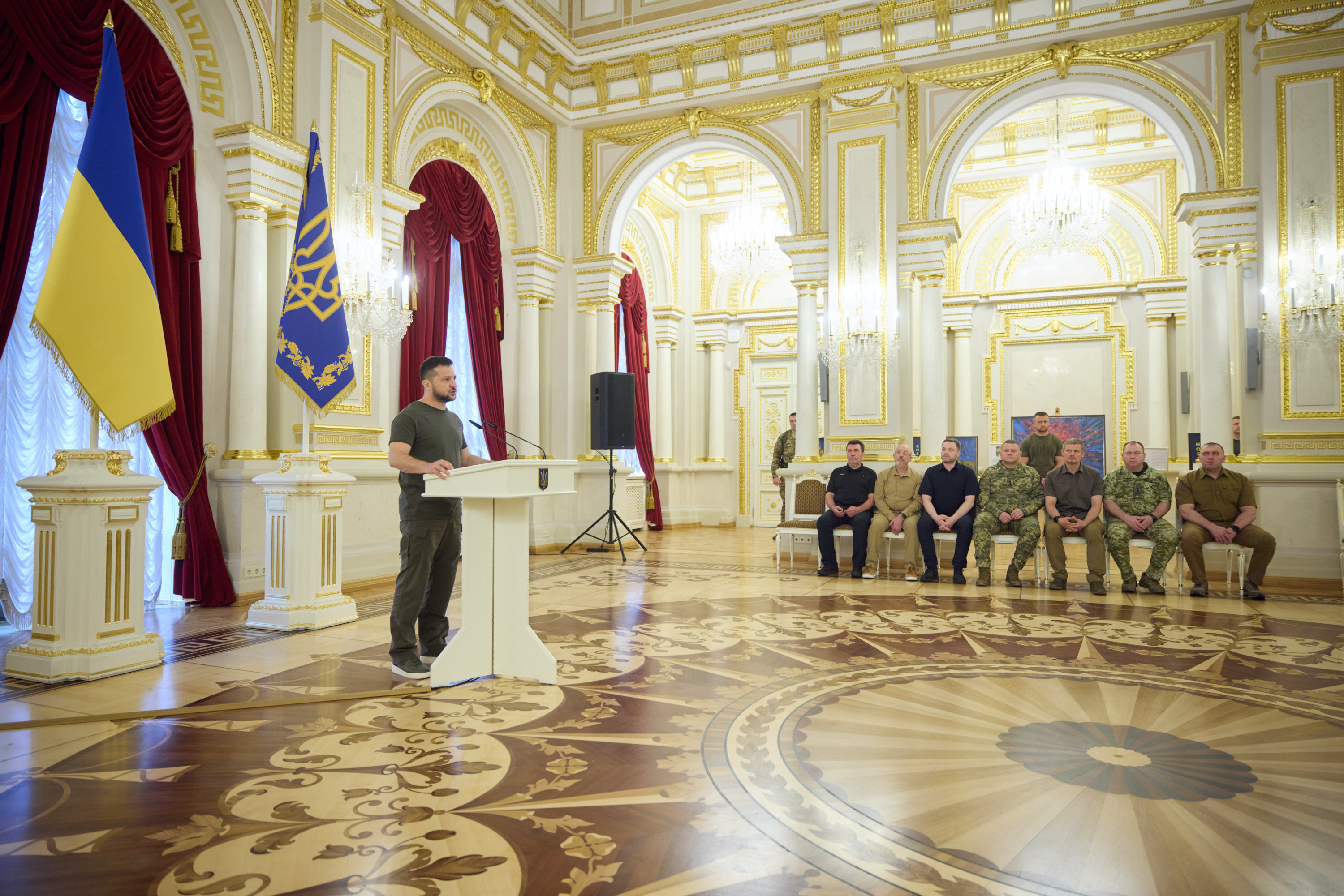
セルヒー・デイネコとデニス・モナスティルスキー、オレクシー・レズニコウ、オレクシー・ダニーロフ、ヴァレリー・ザルジニー、ヴァシーリ・マリューク（2022年8月29日）

2011年から2014年まで、デイネコはルハーンシク国境支隊を率いた。
2019年6月13日、ゼレンスキー大統領により、国家国境庁長官に任命された。
2020年4月30日に少将に昇進。
2024年4月30日、中将に昇進。